# Mezőhegyes-battonyai gyepek
Mezőhegyes-battonyai gyepek este o arie protejată (arie specială de conservare — SAC, sit de importanță comunitară — SCI) din Ungaria întinsă pe o suprafață de 94,73 ha, integral pe uscat.

## Localizare
Centrul sitului Mezőhegyes-battonyai gyepek este situat la coordonatele 46°21′18″N 20°58′38″E / 46.355°N 20.977222°E.

## Înființare
Situl Mezőhegyes-battonyai gyepek a fost declarat sit de importanță comunitară în mai 2004 pentru a proteja 6 specii de animale. Situl a fost protejat și ca arie specială de conservare în februarie 2010.

## Biodiversitate
Situată în ecoregiunea panonică, aria protejată conține 2 habitate naturale: Pajiști stepice panonice pe loess, Stepe și mlaștini sărate panonice.
La baza desemnării sitului se află mai multe specii protejate:
- amfibieni (1): buhai de baltă cu burta roșie (Bombina bombina)
- nevertebrate (4): Isophya costata, fluturele purpuriu (Lycaena dispar), Pilemia tigrina, Probaticus subrugosus
- reptile (1): țestoasa de baltă (Emys orbicularis)

Pe lângă speciile protejate, pe teritoriul sitului au mai fost identificate 8 specii de plante, 1 specie de amfibieni, 1 specie de mamifere, 1 specie de reptile.